# Giovanni Rusconi
Giovanni Rusconi (Como, ... – Parma, settembre 1412) è stato un vescovo cattolico italiano.

## Biografia
Nacque a Como dalla nobile famiglia lombarda dei Rusca (o Rusconi), all'epoca molto potente e imparentata con i Visconti.
Su richiesta di Gian Galeazzo Visconti fu nominato vescovo di Parma. Non è conosciuta con precisione la data della sua investitura, ma sicuramente fu tra il 1380 e il 1381.
Durante il suo episcopato, forte dell'appoggio della casata Visconti si preoccupò soprattutto di difendere e incrementare i privilegi della chiesa parmense. Appena dopo il suo insediamento scomunicò tutti coloro che occupavano i beni del Vescovo. In diverse occasioni ebbe dei contenziosi con gli esattori che pretendevano il pagamento di dazi e gabelle e puntualmente il duca di Milano riconfermò l'esenzione da tali tasse per la Chiesa di Parma e i suoi sudditi. Nel 1399 riuscì a ottenere una sentenza che dichiarava tutto il territorio dei Mezzani sotto la giurisdizione del Vescovo di Parma mentre un'altra sentenza li esentava da ogni dazio. Tre anni dopo sempre per il suddetto feudo ottenne anche l'immunità.
Nel 1398 fece erigere nel duomo di Parma la cappella Rusconi, in stile gotico dedicata a San Giovanni e i cui affreschi riscoperti negli anni '30 del XIX secolo sono stati attribuiti a Martino da Verona.
Dopo la morte, avvenuta nel 1412, Rusconi fu sepolto nella cappella da lui fatta costruire.